# Óegyházi szláv nyelv
Az óegyházi szláv nyelv (egyéb elnevezései: ószláv, óbolgár, ómacedón, ószerb, ószlovén, óorosz, óhorvát, ócseh vagy régi szláv nyelv) a legkorábbi írásos emlékekkel rendelkező szláv nyelv. Az írott norma a macedóniai nyelvjárás alapján keletkezett, amelyet Szaloniki környékén használtak a 9. században. Bizonyos változásokkal ez a mai napig használatos, ám már nem élő nyelvként, hanem az ortodox egyházak és a bizánci rítusú, azaz görögkatolikus vallás liturgikus nyelveként.
Az ószlávot nem szabad összetéveszteni az ősszláv nyelvvel. Az ősszláv nyelvből, melynek eredeti formájára csak következtethetünk, fejlődött ki az összes szláv nyelv három fő irányban, így jöttek létre a déli, keleti és nyugati szláv nyelvek. Általános vélekedés szerint a szláv írásbeliség kialakulásának idején, a 9. században ezek a csoportok még nem különböztek egymástól lényegesen, de különválásuk már megkezdődött. Az óegyházi szláv nyelv így lényegében egy kihalt délszláv nyelv, azonban nem tekinthető a ma létező délszláv nyelvek közös ősének. A legközelebb mégis a mai macedón nyelvhez áll, bár ez utóbbi nem az óegyházi szláv egyenes ági leszármazottja.

## Elnevezés
Eredeti elnevezése: словѣньскъь ѩзъıкъ – slověnьskъjь językъ (az ě,ь,ъ hangok kiejtése bizonytalan).
A 18. századtól használatos az egyházi szláv megjelölés, ami az eredeti óegyházi szlávra, illetve később a liturgiában egyre gyakrabban használt nemzeti nyelvekre egyaránt vonatkozik (vagyis inkább arról van szó, hogy az egyes nemzeti nyelvek befolyásolták az adott területen az óegyházi szláv szövegek írásmódját, ily módon megkülönböztetők pl. „orosz szerkesztésű”, „szerb szerkesztésű” stb. egyházi szláv nyelvek, sőt még „román szerkesztésű” egyházi szláv nyelv is létezett). Később keletkezett az ószláv elnevezés, míg végül 1837-ben a szlovák Pavel Jozef Šafárik elsőként használta – a mai nézőpontból mindenképp helytelen – óbolgár nyelvjárás terminust, amely Bulgáriában (nemzeti okokból) mai napig használatos. (A macedón nyelv és a bolgár nyelv között kölcsönös érthetőség áll fenn.) Ezzel azonban nem értett egyet a kutatók egy másik csoportja, akik ezt a nyelvet „ószlovénként” említették, azaz a szlovén nyelv eredeti változataként tartották számon. Később ezt is elvetették, így keletkezett az egyházi szláv semleges megnevezés. (A csehben a staroslověnština kifejezés terjedt el, melyet a szlovákok staroslovienčina, illetve újabban slovienčina formában vettek át, bár a helyes terminus (staro)slovänčina vagy (staro)slovenčina lenne, hiszen az ě (óegy. szláv ѣ jat) folytatása a szlovákban nem -ie-, hanem -ä- vagy -e- hang. A staroslověnština elnevezést kifejezetten a két világháború közötti Csehszlovákia Prágájában alkották, nehogy a cseh, ill. a szlovák nyelvben használhassák a staroslovenština (staroslovenčina), tkp. ószlovák kifejezést, amely pedig az egyetlen helyes fonetikai megnevezés lenne.
Magyarországon ószlávnak leginkább azt a nyelvet nevezzük, amely a Kárpát-medencében 9. és 10. században volt használatos, illetve esetenként a Nagymorva Birodalom írásos emlékeiben. A egyházi szláv ezzel szemben azt a későbbi nyelvet jelöli, amely a szláv nyelvek különválása után létezett, pl. a mai Szerbia területén. Több szláv nép és állam írásbeliségének nyelve ekkoriban a különböző "szerkesztésű" egyházi szláv nyelvek voltak, az egyes önálló szláv népek írott nyelvének kialakulása után pedig liturgikus nyelvként használták tovább.

## Története
A szláv nyelvek közül az óegyházi szlávnak vannak a legrégebbi írásos emlékei a 9. századból, mégpedig főleg a hittérítők, Szent Cirill és Szent Metód jóvoltából, akik még Nagymoráviába érkezésük előtt erre a nyelvre fordították a keresztény egyházi szövegek többségét. Elsősorban a következő művekről van szó:
- a Biblia összes könyve (kivéve a Makkabeusok könyvét)
- Breviárium
- liturgikus előírások
- énekeskönyvek
- Bírósági törvénykönyv a világi emberek számára
- zsoltárok (vallásos énekek)

Ezenkívül együtt megírták a szláv nyelvtanról szóló könyvüket. Konstantin (Cirill) megírta a híres Proglaszt, mely verses előszó a Szentíráshoz.
A Nagymorva Birodalom bukása után az ószlávot a latin szorította ki a területről, az ószláv azonban fennmaradt a Balkánon; Bulgáriában liturgikus nyelvként kis változtatásokkal tulajdonképpen ezt tartották meg (többek között Szent Kliment Ohridszki erőfeszítéseinek köszönhetően). A pravoszláv vallással együtt a nyelv továbbterjedt Szerbiába, Romániába és a Kijevi Nagyfejedelemségbe, utóbbiból pedig Oroszországba. Az ószláv nyelvet a felsorolt területek írásbeliségében a "nemzeti szerkesztésű" egyházi nyelvek váltották fel, később pedig a modern nemzeti nyelvek.
A modern nyelvek hivatalossá válása előtt ezekben az országokban tovább használták az egyházi szlávot hivatalos nyelvként (főként írásban), ahogyan a latint Európa római katolikus részén, mivel a nemzeti nyelvek írásbeliségének normái még nem léteztek. Azonban minden országban erős volt a városi nyelv hatása, mind a kiejtésre, mind a helyesírásra. Például az orrhangok, amelyek az ősszláv nyelvben és az óegyházi szláv eredeti formájában is léteztek, ma már csak a lengyel nyelvben hallhatók. Az eredeti ószláv ábécében saját jeleik voltak ezeknek a hangoknak: Ѧ (ę) és Ѫ (ą) (kis és nagy jus). Az orosz egyházi szlávban a kis jus kiejtése „ja” (az orosz nyelv eredeti szavaiban történt hangzóváltozás analógiájára), a nagy jus többé-kevésbé kiveszett. Egy másik példa az ószláv ѣ (jat) reflexeinek különbözősége a szerb és a horvát nyelvben: szerbül -e-, horvátul pedig -ije-/-je- lett belőle. A "virág" jelentésű szó így szerbül cvet, horvátul cvijet. (Ugyanez csehül květ.)
Az ószláv írásos nyelvemlékek tehát származásuk helye szerint megkülönböztethetők. Megkülönböztetünk például szerb, horvát, bolgár, román (a bolgár szerkesztésűvel közeli rokon), illetve orosz szerkesztést. A 18. századi Oroszország növekvő politikai befolyása miatt ma az orosz szerkesztés elismertsége a legnagyobb, ez az egyházi szláv nyelv jelenlegi balkáni használatában is megjelenik.

## Elterjedése
Az óegyházi szláv nyelvet már évszázadok óta egyik nép sem használja anyanyelveként.
Csak származékát, az egyházi szlávot használják második nyelvként, amely mára elvesztette beszélt nyelvi szerepét, és csak az istentiszteleteken fordul elő. Művelői (ortodox és görögkatolikus pópák és hívek) csak passzív és elszigetelt módon használják a nyelvet. Mintegy 80 millió ortodox vallású ember használja ezt a nyelvet a kelet-európai országokban és a Balkánon.

## Ábécé és kiejtés
Konstantin (Cirill) a görög ábécé mintájára a szláv nyelv számára kialakította a glagolita ábécét. Ezt használták Nagymoráviában, a 11. századig a bulgáriai (ma Macedónia) Ohrid tanulmányi központjaiban, és a dalmát szigeteken; elvétve még a 14. században például a sázavai kolostorban Csehországban, a legtovább pedig Horvátország területén még annak ellenére is, hogy ott a római katolikus vallás és vele a latin nyelv terjedt el.
Hozzávetőleg fél évszázaddal később jött létre Bulgária területén a cirill írás, amelyet valószínűleg Cirill tanítványai (elsősorban Szent Kliment Ohridszki) hoztak létre, ezt azonban már az egyházi szláv nyelv írására használták.
Ez praktikusabb volt, mert írásjelei egyszerűbbek voltak, ráadásul jobban hasonlítottak a görög betűkhöz, amelyek alapján kialakították őket; a görög ábécét ugyanis az akkori bolgár egyházi emberek jól ismerték és elsajátították. Később a cirill betűk használata teret nyert az ortodox országok írásbeliségének többségében.
Az óegyházi szláv ábécéje: А Б В Г Д Є Ж Ѕ З И І Ї Ђ К Л М Н О П Р С Т Оу Ф Х Ѡ Ц Ч Ш Щ Ъ Ы Ь Ѣ Ѥ Ю Я Ѧ Ѩ Ѫ Ѭ Ѯ Ѱ Ѳ Ѵ Ҁ.
| Betű        | Számérték | Név               |
| ----------- | --------- | ----------------- |
| А а         | 1         | азъ (azŭ)         |
| Б б         | -         | боукы (buky)      |
| В в         | 2         | вѣдѣ (vědě)       |
| Г г         | 3         | глаголи (glagoli) |
| Д д         | 4         | добро (dobro)     |
| Є є         | 5         | єсть (estĭ)       |
| Ж ж         | -         | живѣтє (živěte)   |
| Ѕ ѕ / Ꙃ ꙃ   | 6         | ѕѣло (dzělo)      |
| З з / Ꙁ ꙁ   | 7         | зємля(zemlja)     |
| И и         | 8         | ижє (iže)         |
| І і / Ї ї   | 10        | и/ижєи (i/ižei)   |
| Ђ ђ         | -         | ђєрв (ďerv)       |
| К к         | 20        | како (kako)       |
| Л л         | 30        | людиѥ (ljudije)   |
| М м         | 40        | мыслитє (myslite) |
| Н н         | 50        | нашь (našĭ)       |
| О о         | 70        | онъ (onŭ)         |
| П п         | 80        | покои (pokoi)     |
| Р р         | 100       | pьци (rĭci)       |
| С с         | 200       | слово (slovo)     |
| Т т         | 300       | тврьдо (tvrdo)    |
| Оу оу / Ꙋ ꙋ | (400)     | оукъ (ukŭ)        |
| Ф ф         | 500       | фрьтъ (frtŭ)      |
| Х х         | 600       | хѣръ (xěrŭ)       |
| Ѡ ѡ         | 800       | отъ (otŭ)         |
| Ц ц         | 900       | ци (ci)           |
| Ч ч         | 90        | чрьвь (črvĭ)      |
| Ш ш         | -         | ша (ša)           |
| Щ щ         | -         | шта (šta)         |
| Ъ ъ         | -         | ѥръ (jerŭ)        |
| Ы ы         | -         | ѥры (jery)        |
| Ь ь         | -         | ѥрь (jerĭ)        |
| Ѣ ѣ         | -         | ять (jatĭ)        |
| Я я         | -         | я (ja)            |
| Ѥ ѥ         | -         | ѥ (je:)           |
| Ю ю         | -         | ю (ju)            |
| Ѧ ѧ         | (900)     | ѧсъ (ęsŭ)         |
| Ѩ ѩ         | -         | ѩсъ (jęsŭ)        |
| Ѫ ѫ         | -         | ѫсъ (ǫsŭ)         |
| Ѭ ѭ         | -         | ѭсъ (jǫsŭ)        |
| Ѯ ѯ         | 60        | кси (ksi)         |
| Ѱ ѱ         | 700       | пси (psi)         |
| Ѳ ѳ         | 9         | фита (fita)       |
| Ѵ ѵ         | 400       | ижица (ižica)     |
| Ҁ ҁ         | 90        | копа (kopa)       |

## Példaszöveg

### Miatyánk
| óegyházi szláv (orosz szerkesztés) | |
| tudományos átírása                 | Otče našă, îže esî na nebesěhă, da svętîtsę îmę Tvoe, da priîdetă carstvie Tvoe, da budetă volę Tvoę, jakô na nebesî î na zemlî. Hlěbă našă nasuštnyj dažd' namă dnes': î ôstavî namă dolgî našę, jakože î my ôstavlęemă dolžnîkômă našymă: î ne vvedî nasă vo îskušenie, no îzbavî nasă ôt lukavagô. Amin                   |
| szlovákul                          | Otče náš, ktorý si v nebesiach, posväť sa meno Tvoje! Príď kráľovstvo Tvoje! Buď vôľa Tvoja ako v nebi, tak i na zemi! Chlieb náš každodenný daj nám dnes! A odpusť nám viny naše ako aj my odpúšťame vinníkom svojim! A neuvoď nás do pokušenia, ale zbav nás zlého! Lebo Tvoje je kráľovstvo, i moc, i sláva na veky. Amen |
| szerbhorvátul                      | Oče naš, koji jesi na nebesima, da sveti se ime Tvoje, da prije kraljevstvo Tvoje, da bude volja tvoja, kako na nebesi i na zemlji. Kruh naš valjni daj nam danas i odpusti nam duge naše, jako i mi ostavljena odpustima našima: i ne uvedi nas nego izbavsodstva. Amen                                                     |
| macedónul                          | Нашиот Татко, кој се радува на небото, се прослави за твоето име, за да биде првото твое царство, за да се изврши твојата волја, како на небото, така и на земјата. Дај ни го важечкиот леб денес, и простете ни го копнежот, и ние сме оставени со прошка: и не водат не, туку злобни. Amen                                 |

## Felhasznált szótár
- címszó Starosloviensky jazyk. Otto tanszótára XXIII, p. 1062

## Fordítás
- Ez a szócikk részben vagy egészben  a   Staroslovienčina című szlovák Wikipédia-szócikk ezen változatának fordításán alapul.  Az eredeti cikk szerkesztőit annak laptörténete sorolja fel. Ez a jelzés csupán a megfogalmazás eredetét és a szerzői jogokat jelzi, nem szolgál a cikkben szereplő információk forrásmegjelöléseként.